# 蒙特弗拉维奥
蒙特弗拉维奥（義大利語：Monteflavio），是意大利拉齐奥大区罗马首都广域市的一个市镇。总面积17.2平方公里，人口1433人，人口密度83.3人/平方公里（2009年）。ISTAT代码为058061。